# Чорна гадюка (серіал)
«Чо́рна Гадю́ка» — історичний ситком британського каналу BBC, з актором Ровеном Аткінсоном у головній ролі.
Заголовок «Чорна Гадюка» поєднує чотири сезони комедійного телесеріалу й кілька окремих фільмів. Перші серії були написані Річардом Кертісом і Ровеном Аткінсоном, а сценарії наступних епізодів Кертіс створював у співавторстві з Беном Елтоном.
Сюжет цього телевізійного шоу будується на пригодах у різних історичних епохах антигероя-епоніма Едмунда Блекеддера, роль якого виконує Аткінсон, і його вірного підручного Болдрика, зіграного Тоні Робінсоном.
У 2000 році серіал потрапив під номером 16 у список «100 найвеличніших британських телевізійних програм», складений Британським інститутом кінематографії. У 2004 році за результатами телевізійного опитування «Чорна Гадюка» посіла друге місце в номінації «Найкраща британська комедія ситуацій».

## Хронологічний порядок
- (Чорна Гадюка. Пілотний випуск, не показаний по ТБ)
- Сезон 1. Чорна Гадюка (The Black Adder)
- Сезон 2. Чорна Гадюка II (Blackadder II)
- Чорна Гадюка: роки роялістів (Blackadder: The Cavalier Years)
- Сезон 3. Чорна Гадюка Третій (Blackadder the Third)
- Різдвяна пісня Чорної Гадюки (Blackadder's Christmas Carol)
- Вторгнення на «Жіночу годину» (Woman's Hour Invasion) [хронологія точно не відома]
- Скетч із Шекспіром (The Shakespeare Sketch)
- Сезон 4. Чорна Гадюка йде вперед (Blackadder Goes Forth)
- Чорна Гадюка і день народження Короля (Blackadder and the King's Birthday)
- Чорна Гадюка: армійські роки (Blackadder: The Army Years)
- Чорна Гадюка: взад і вперед (Blackadder: Back & Forth)
- У дівчинки — ювілей (The Jubilee Girl)

## Список серій

### Сезон 1. Чорна Гадюка (The Black Adder, 1983)
Серії цього сезону вперше показувалися каналом «BBC One» щосереди о 21:25—22:00.
Дія першого сезону відбувається у Середньовіччі, серії зняті в дусі альтернативної історії. Ровен Аткінсон грає Едмунда Плантагенета, сина вигаданого короля Річарда IV.
Дія першого сезону починається битвою при Босворті, з якої переможцем, за версією творців серіалу, виходить Річард III. Однак, Річардові не довелось насолодитися перемогою, тому що він був помилково вбитий Едмундом. У результаті, на престол під ім'ям Річарда IV сідає племінник колишнього короля й батько Едмунда Річард Шрусбері, герцог Йоркский (якого насправді було вбито в Тауері в малолітньому віці, швидше за все, за наказом Річарда III). Так Едмунд стає членом королівської родини й бере собі прізвисько Чорна Гадюка.
Серії сполучають вимисел з історичними реаліями того часу (наприклад, протистояння церковної й світської влади в Середньовіччі). Чималою прикрасою серіалу служать також вставлені в оповідання діалоги із творів Вільяма Шекспіра.
При дворі компанію Едмунду складають його вірний слуга й зброєносець, простолюдин Болдрик і лорд Персі (його грає Тім Макіннерні), приятель Едмунда.
Наприкінці першого сезону всі історичні розбіжності закінчуються: вся королівська родина помирає, помилково випивши отруту, приготовану Болдриком та Персі для розбійників-змовників. Помирає й Едмунд. У результаті королем під ім'ям Генріха VII стає Генріх Тюдор, що, нібито, наказує стерти в хроніках всі згадування про царювання Річарда IV.
| Назва                                                   | Дата ефіру | Замітки                                                                      |
| Пророкування (The Foretelling)                          | 15.06.1983 | Перша серія, що вийшла в ефір                                                |
| Народжений бути королем (Born to be King)               | 22.06.1983 |                                                                              |
| Архієпископ (The Archbishop)                            | 29.06.1983 |                                                                              |
| Борода іспанської королеви (The Queen of Spain's Beard) | 06.07.1983 | Перша поява Міріам Маргуліс (Miriam Margolyes)                               |
| Чудовисько відьом (Witchsmeller Pursuivant)             | 13.07.1983 |                                                                              |
| Чорна печатка (The Black Seal)                          | 20.07.1983 | Перша поява Ріка Майалла (Rik Mayall) у ролі Шаленого Джеральда (Mad Gerald) |

Персонажі
| Персонаж                                            | Актор          | Замітки |
| Едмунд, герцог Единбурзький                         | Ровен Аткінсон |         |
| Річард, герцог Йоркський (пізніше король Річард IV) | Брайан Блессед |         |
| Королева                                            | Елспет Грей    |         |
| Гаррі, принц Уельський                              | Роберт Іст     |         |
| Персі, герцог Нортумберленд                         | Тім Макіннерні |         |
| Болдрик                                             | Тоні Робінсон  |         |

### Сезон 2. Чорна Гадюка II (Blackadder II, 1986)

Едмунд Блекеддер, лорд Персі, Болдрик. Сезон 2, 1986

Серії цього сезону вперше показувалися каналом «BBC One» щочетверга в 21:30—22:00. Назви серій вказують на тему: весілля, страти, морські експедиції, борги, пияцтво й ув'язнення до тюрми відповідно.
Дія другого сезону відбувається під час правління Єлизавети I, яку грає Міранда Річардсон. Головною дійовою особою є Едмунд, лорд Блекеддер, праправнук Едмунда Чорної Гадюки, що займає посаду при дворі. У кожній серії він якимось чином взаємодіє з королевою і її наближеними: претензійним міністром церкви лордом Мелчеттом (Стівен Фрай) і химерної, придуркуватої Нерсі, що була нянькою королеви. Звичайно, незабуті й Болдрик з Персі, вони з'являються в кожній серії.
У змісті серій другого сезону, як і в усіх інших сезонах серіалу, обігруються історичні реалії того часу. Так, наприклад, у серії «Картопля», мова йде про Добу великих географічних відкриттів і натякають на те, що Австралію першим відкрив Блекеддер, а серія «Дзвіночки» багато в чому пародіює «Дванадцяту ніч» Шекспіра.
Серія «Голова» спочатку планувалася першою, про що в тому числі говорить наявність борідки лорда Персі, яку він голить у серії «Дзвіночки». Також перші сцени серії «Голова» знайомлять глядачів із персонажами, наприклад, перша сцена показує, що в новому сезоні Болдрик став набагато тупішим.
| Назва             | Дата ефіру | Замітки                                                                       |
| Дзвіночки (Bells) | 09.01.1986 | Друга поява Ріка Майалла, цього разу в ролі лорда Флешгарта (Lord Flashheart) |
| Голова (Head)     | 16.01.1986 |                                                                               |
| Картопля (Potato) | 23.01.1986 |                                                                               |
| Гроші (Money)     | 05.02.1986 |                                                                               |
| Пиво (Beer)       | 13.02.1986 | Перша поява Г'ю Лорі, друга поява Міріам Маргуліс (Miriam Margolyes)          |
| Кайдани (Chains)  | 20.02.1986 |                                                                               |

Персонажі
| Персонаж              | Актор             | Замітки |
| Лорд Едмунд Блекеддер | Ровен Аткінсон    |         |
| Лорд Персі Персі      | Тім Макіннерні    |         |
| Болдрик               | Тоні Робінсон     |         |
| Королева Єлизавета I  | Міранда Річардсон |         |
| Лорд Мелчетт          | Стівен Фрай       |         |
| Нерсі                 | Петсі Берн        |         |

### Сезон 3. Чорна Гадюка Третій (Blackadder the Third, 1987)
Серії цього сезону вперше показувалися каналом «BBC One» щочетверга в 21:30—22:00. Назви серій англійською використовують алітерацію як пародію на назви романів Джейн Остін «Чуття і чуттєвість» (Sense and Sensibility) і «Гордість і упередження» (Pride and Prejudice).
Дія третього сезону розвертається наприкінці XVIII — початку XIX століття. Головним героєм є містер Е. Блекеддер, звичайно ж, нащадок Едмунда Чорної Гадюки. Тепер його статус став ще нижчим, ніж у минулому сезоні: цього разу Едмунд є дворецьким у майбутнього короля Георга IV, відомого в той час як «принц-регент».
В Едмунда в цьому сезоні ми виявляємо багато позитивних якостей, незвичайний розум і спритність, чого не скажеш про принца-регента: він показаний повним ідіотом, єдина турбота якого — пошук розваг і задоволень. Основне заняття Едмунда — виручати свого господаря зі скрутних ситуацій, у які той з легкістю потрапляє.
Цікаво, що в одному з епізодів Кароліна Брауншвейзька, дійсна дружина Георга IV згадується як претендентка на роль нареченої Георга, однак вона була відкинута в силу свого поганого характеру. (Цитата, що описує її: «У неї найогидніший характер у всій Німеччині, а це вже має на увазі перемогу над досить великою кількістю суперниць».) Також у серіалі висміяні відомі особистості того часу: лексикограф Семюел Джонсон, лорд Байрон, Шеллі.
Дія серій розгортається переважно в трьох основних місцях: у великих, просторих апартаментах принца, у темному куточку на кухні під сходами, де зазвичай відпочивають Едмунд і його помічник Болдрик, і в кав'ярні місіс Міггінс — літньої жінки, що має види на Едмунда (в одній із серій вона навіть пропонує йому одруження).
Попри те, що Ровен Аткінсон і Тоні Робінсон грають свої звичні ролі (Едмунда й Болдрика), у цьому сезоні відбулися зміни в акторському складі: зник Персі, точніше, Тім Макіннерні з'явився тільки лише в третій серії, у ролі француза; Г'ю Лорі був запрошений на роль Георга IV, а Гелен Аткінсон-Вуд грає місіс Міггінс. В одній серії з'являється також і Стівен Фрай у ролі герцога Веллінгтона.
В останній серії сезону удача нарешті посміхається Едмунду: він стає принцом-регентом замість справжнього принца, що, видаючи себе за Едмунда, ґрунтовно розлютив герцога Веллінгтона і той у нападі люті застрелив його.
| Назва                                             | Дата ефіру | Замітки                                  |
| Їжа і шахрайство (Dish and Dishonesty)            | 17.09.1987 |                                          |
| Чорнило і некомпетентність (Ink and Incapability) | 24.09.1987 | У ролі доктора Джонсона — Роббі Колтрейн |
| Шишка і дворянство (Nob and Nobility)             | 01.10.1987 | Гостьова поява Тіма Макіннерні           |
| Розум і слабоумство (Sense and Senility)          | 08.10.1987 |                                          |
| Емі і добродушність (Amy and Amiability)’         | 15.10.1987 | У ролі Емі Гардвуд — Міранда Річардсон   |
| Дуель і дуалізм (Duel and Duality)                | 22.10.1987 | У ролі герцога Веллінгтона — Стівен Фрай |

Персонажі
| Персонаж                                  | Актор              | Замітки      |
| Едмунд Блекеддер, дворецький принца       | Ровен Аткінсон     |              |
| В. Болдрик, робітник                      | Тоні Робінсон      | В = Відвали! |
| Принц Георг, принц-регент, їхній господар | Г'ю Лорі           |              |
| Місіс Міггінс, господарка кафе            | Гелен Аткінсон-Вуд |              |

### Сезон 4. Чорна Гадюка йде вперед (Blackadder Goes Forth, 1989)
Серії цього сезону вперше показувалися каналом «BBC One» щочетверга в 21:30—22:00. Назви серій англійською, за винятком останньої, — каламбури військових звань.
У четвертому сезоні дія відбувається під час Першої світової війни. Тепер наш головний герой — капітан Едмунд Блекеддер, піхотний офіцер. Компанію йому становлять його підлеглі: бравий, але недалекий лейтенант Джордж Сент-Барлі (Г'ю Лорі) і «найгірший у світі кухар» — рядовий Болдрик.
Також діючими особами є некомпетентний генерал-самодур Ентоні Сесіл Гогманей Мелчетт (Стівен Фрай), начальник Едмунда, що є в чомусь карикатурою на генерала Гейга і ад'ютант Мелчетта, капітан Дарлінг (Тім Макіннерні), канцелярист-бюрократ, типовий «штабний пацюк», що дуже не любить Едмунда.
Сюжет майже всіх серій четвертого сезону обертається навколо рішучого наступу на ворожі позиції, що от-от повинен розпочатися. Завдання нашого героя — усіляко протистояти спробам генерала Мелчетта кинути Едмунда і його підлеглих на неминучу загибель — штурм ворожих позицій. Для цього в кожній новій серії Едмунд використовує все нові й нові виверти.
Однак, Едмунду так і не вдається ухилитися від наказу й остання серія закінчується тим, що Едмунда, Джорджа, Болдрика та інших солдатів піднімають в атаку на укріплення ворога.
Серії четвертого сезону носять яскраво виражену антивоєнну спрямованість. В одній із серій, перед тим, як підстрелити поштового голуба на обід, Едмунд виправдується перед товаришами по службі: «Коли щотижня на фронті гине тисяч п'ятдесят чоловік, кому яка справа до якоїсь пташини?»
В іншій серії, Мелчетт, бажаючи підбадьорити Джорджа, показує йому зроблену в натуральну величину модель захопленої англійцями землі, у розмірі сімнадцяти квадратних футів. При цьому Дарлінг зауважує: «Ця модель дуже деталізована: подивися, тут є навіть маленький черв'ячок». 
Остання сцена заключної частини серіалу визнана одним із найкращих моментів в історії британського телебачення. Сцена має зовсім не комедійний характер: всі герої (за винятком генерала Мелчетта) за свистком встають із окопів і біжать нейтральною смугою в атаку на ворожі позиції, тобто, за мірками Першої світової війни, на вірну смерть. Після цього немає ніяких титрів, фігури головних героїв поступово зникають, і замість поритої траншеями й вирвами снарядів землі на екран випливає квітуче, залите сонцем, макове поле.
Цей відкритий і зовсім не смішний фінал підкреслює, що четвертий сезон серіалу є чимось більшим, ніж просто комедією ситуацій. Можливо, саме тому остання серія пізніше була визнана найкращою серією всього серіалу.
| Назва                                  | Дата ефіру | Замітки |
| Капітан Кухар (Captain Cook)           | 28.09.1989 | У серії перший і єдиний раз за історію серіалу немає запрошених гостей                                                                      |
| Капрал Покарання (Corporal Punishment) | 05.10.1989 | |
| Майор Зірка (Major Star)               | 12.10.1989 | |
| Рядовий Літак (Private Plane)          | 19.10.1989 | Третя поява Ріка Майалла, знову в ролі лорда Флешгарта                                                                                      |
| Генерал Госпіталь (General Hospital)   | 26.10.1989 | У ролі сестри Мері — Міранда Річардсон |
| До побачення-а-а… (Goodbyeee. . .)     | 02.11.1989 | Остання серія визнана найкращою серією всього серіалу, остання сцена визнана одним із найкращих моментів в історії британського телебачення |

Персонажі
| Персонаж                                             | Актор          | Замітки |
| Капітан Едмунд Блекеддер                             | Ровен Аткінсон |         |
| Рядовий В. Болдрик                                   | Тоні Робінсон  |         |
| Генерал сер Ентоні Сесіл Хогманей Мелчетт            | Стівен Фрай    |         |
| Лейтенант високоповажний Джордж Колтгерст Сент-Барлі | Г'ю Лорі       |         |
| Капітан Кевін Дарлінг                                | Тім Макіннерні |         |

## Спеціальні випуски

Титульный лист сценарію пілотної серії, підписаний Ровеном Аткінсоном.

### Пілотний випуск
Пілотна серія «Чорної Гадюки» була знята, але ніколи не була показана телебаченням Великої Британії. Одна примітна річ у пілотному випуску, як і в усіх пілотних, — це кастинг. Болдрика грає не Тоні Робінсон (Tony Robinson), а Філіп Фокс (Philip Fox). Сценарій пілота в цілому такий, як і серія «Народжений бути королем» (Born to be King), хоча й з деякими іншими жартами та з жартами, які з'являться в інших серіях серіалу.

### Чорна Гадюка: роки роялістів (Blackadder: The Cavalier Years)
Ефір: «BBC One», 05.02.1988, 21:45-22:00
Персонажі
| Персонаж             | Актор          | Замітки |
| Сер Едмунд Блекеддер | Ровен Аткінсон |         |
| Болдрик              | Тоні Робінсон  |         |
| Король Карл I        | Стівен Фрай    |         |
| Олівер Кромвель      | Воррен Кларк   |         |

### Різдвяна пісня Чорної Гадюки (Blackadder's Christmas Carol)
Ефір: «BBC One», 23.12.1988, 21:30-22:15
Спеціальний різдвяний випуск серіалу, розповідає про епоху правління королеви Вікторії, і зокрема про Ебенізера Блекеддера — найдобрішу людину в усьому місті. Один раз, у різдвяну ніч, до нього приходить дух Різдва й розповідає про його кошмарних предків.
Серія являє собою скетч-набір з попередніх сезонів. Ми знову побачимо лорда Блекеддера й примхливу королеву Єлизавету, дворецького Едмунда в служінні тупому принцові й навіть майбутнє для нащадків Чорних Гадюк.
Головні ролі виконують ті ж актори, що й грали в попередніх сезонах. Всі вони виконують звичні для себе ролі, зокрема Ровен Аткінсон знову зіграє Блекедерів, Тоні Робінсон, звичайно ж, Болдрика, Г'ю Лорі — принца, Стівен Фрай — Мелчетта , Міранда Річардсон — Єлизавету.
Персонажі
| Персонаж                                                                                       | Актор             | Замітки |
| Ебені́зер Блекеддер / Лорд Едмунд Блекеддер / Едмунд Блекеддер, есквайр / Ком. Едмунд Блекеддер | Ровен Аткінсон    |         |
| Болдрик                                                                                        | Тоні Робінсон     |         |
| Королева Єлизавета I / Асфіксія XIX                                                            | Міранда Річардсон |         |
| Лорд Мелчетт / Лорд Фрондо                                                                     | Стівен Фрай       |         |
| Георг, принц-регент / Лорд Пігмот                                                              | Г'ю Лорі          |         |
| Дух Різдва                                                                                     | Роббі Колтрейн    |         |
| Королева Вікторія                                                                              | Міріам Маргуліс   |         |
| Нерсі                                                                                          | Петсі Берн        |         |

### Вторгнення на «Жіночу годину» (Woman's Hour Invasion)
Ефір: «BBC Radio 4»

### Скетч із Шекспіром (The Shakespeare Sketch)
Ефір: 1989

### Чорна Гадюка і день народження Короля (Blackadder and the King's Birthday)
Ефір: «ITV», 14.11.1998
Цей короткий 15-хвилинний скетч був присвячений 50-літньому ювілею Чарльза, принца Уельского.
У цій серії Ровен Аткінсон грає лорда Блекеддера, а Стівен Фрай — короля Карла II.

### Чорна Гадюка: армійські роки (Blackadder: The Army Years)
Ефір: 2000

### Чорна Гадюка: взад і вперед (Blackadder: Back & Forth)
Ефір: 31.12.1999
Персонажі
| Персонаж                                                             | Актор             | Замітки |
| Лорд Едмунд Блекеддер / Король Едмунд III / Блекеддеркус             | Ровен Аткінсон    |         |
| Відвали Болдрик / Болдрикус                                          | Тоні Робінсон     |         |
| Леді Елізабет / Королева Єлизавета I                                 | Міранда Річардсон |         |
| Архідиякон Дарлінг / Дюк де Дарлінг / Герцог Дарлінг                 | Тім Макіннерні    |         |
| Віконт Джордж Бафтон-Тафтон / Георгіус                               | Г'ю Лорі          |         |
| Єпископ Флавій Мелчетт / Мелчетт / Полководець Мелчекус / Веллінгтон | Стівен Фрай       |         |
| Робін Гуд                                                            | Рік Майалл        |         |
| Діва Меріан / Королева Меріан                                        | Кейт Мосс         |         |
| Нерсі                                                                | Петсі Берн        |         |
| Тиранозавр Рекс                                                      | Динозавр          |         |

### У дівчинки— ювілей (The Jubilee Girl)
Ефір: «BBC», 29.12.2002